# Robert Jocelyn (4e comte de Roden)
Robert Jocelyn, 4e comte de Roden (22 novembre 1846 - 10 janvier 1880), nommé l'honorable Robert Jocelyn jusqu'en 1854 et le vicomte Jocelyn de 1854 à 1870, est un homme politique conservateur anglo-irlandais.

## Biographie
Il est le fils aîné de Robert Jocelyn (vicomte Jocelyn), le fils aîné de Robert Jocelyn (3e comte de Roden). Sa mère est Lady Frances Elizabeth Clavering-Cowper, fille de Peter Clavering-Cowper, 5e comte Cowper. Il fait ses études au Collège d'Eton et au Trinity College de Cambridge, où il obtient son baccalauréat en 1868. Il porte le Titre de courtoisie de vicomte Jocelyn à la mort de son père en 1854.
En 1876, il a déjà pris sa retraite des Life Guards. Il succède à son grand-père comme comte en 1870. En 1874, il est nommé Lord-in-waiting (whip du gouvernement à la Chambre des lords) dans la deuxième administration conservatrice de Benjamin Disraeli, poste qu'il occupe jusqu'en 1880.
Lord Roden est décédé en fonction en janvier 1880, à l'âge de 33 ans seulement. Il est célibataire et est remplacé au comté par son oncle, John Strange Jocelyn (5e comte de Roden).